# When the Sun Goes Down (Arctic Monkeys)
"When the Sun Goes Down" is een single uit 2006 van de Britse rockgroep Arctic Monkeys. Het nummer heeft als thema 'prostitutie'. In dit nummer wordt op een beschouwende wijze duidelijk gemaakt dat de bandleden hier tegenstander van zijn.
Zanger Alex Turner geeft met de tekst And he told Roxanne to put on her red light nog een verwijzing naar het nummer Roxanne van The Police. Dit is eveneens een nummer dat over prostitutie gaat.

## Tracks
- Cd RUG216CD

1. "When the Sun Goes Down"
2. "Stickin' to the Floor"
3. "7"

- 7" RUG216

1. "When the Sun Goes Down"
2. "Settle for a Draw"

- 12" DNO080

1. "When the Sun Goes Down"
2. "Stickin' to the Floor"
3. "Settle for a Draw"
4. "7"

## NPO Radio 2 Top 2000
| Nummer met noteringen in de NPO Radio 2 Top 2000 | '16  | '17  | '18 | '19 | '20 | '21 | '22 | '23 | '24 |
| ------------------------------------------------ | ---- | ---- | --- | --- | --- | --- | --- | --- | --- |
| When the Sun Goes Down                           | 1152 | 1180 | 942 | 989 | 894 | 833 | 678 | 858 | 981 |

1. ↑  Een vetgedrukt getal geeft de hoogste notering aan.
2. ↑  2016 was het eerste jaar met een notering voor dit nummer.